# Министерство национальной обороны Камбоджи
Министе́рство национа́льной оборо́ны (кхмер. ក្រសួងការពារជាតិ) — орган исполнительной власти в Камбодже. С 2023 года должность Министра национальной обороны занимает Теа Сейха.

## Ведомства
Министерство национальной обороны разделено на 5 ведомств.
- Высшее командование Королевских войск Камбоджи
- Командование сухопутными войсками
- Командование военно-морским флотом
- Командование военно-воздушными силами
- Королевская жандармерия Камбоджи

## История
До марта 1970 года Королевские кхмерские вооруженные силы (фр. Forces Armées Royales Khmer) находились под командованием Верховного главнокомандующего и главы государства. В это время оба этих титула принадлежали королю Нородому Сиануку. Генеральный штаб контролировал три ведомства, а его штаб также служил штабом для вооружённых сил.

## Футбольная команда
Существует футбольная команда министерства (ក្លឹបបាល់ទាត់ ក្រសួងការពារជាតិ). Клуб три раза выигрывал Чемпионат Камбоджи по футболу.